# Edda (historiske håndskrifter)
 For alternative betydninger, se Edda. (Se også artikler, som begynder med Edda)
Edda er en betegnelse for to middelalderlige islandske kilder til nordisk mytologi og nordiske sagn:
- Ældre Edda, også kendt som den Poetiske Edda eller Sæmunds Edda (Codex regius).
- Yngre Edda, Snorres Edda eller Prosa Edda.